# Walter Smuch
Walter Smuch (* 9. August 1953 in Werbig) ist ein deutscher Handballtrainer und ehemaliger Handballspieler.
Er lernte das Handballspiel im Trainingszentrum Handball in Seelow. Er spielte beim ASK Vorwärts Frankfurt.
Smuch stand im Aufgebot der Handballnationalmannschaft der Deutschen Demokratischen Republik (DDR). Bei der Weltmeisterschaft (WM) 1978 errang er mit dem Nationalteam den dritten Platz.
Nach seiner aktiven Zeit wurde er Trainer, u. a. bei dem FHC Frankfurt/O.
Smuchs Sohn Florian Smuch spielt ebenfalls Handball.

## Belege
1. ↑  „Dank an eine Sportlegende“. In: Märkische Oderzeitung. 1. Dezember 2008 (moz.de).
2. ↑  Statistik des Deutschen Handballbundes auf www.dhb.de
3. ↑  moz.de: Alte Hasen auf der Platte, abgerufen am 12. März 2022

| Personendaten    | Personendaten                                 |
| ---------------- | --------------------------------------------- |
| NAME             | Smuch, Walter                                 |
| KURZBESCHREIBUNG | deutscher Handballspieler und Handballtrainer |
| GEBURTSDATUM     | 9. August 1953                                |
| GEBURTSORT       | Werbig                                        |